# 소론도르
소론도르는 《실마릴리온》에 언급되는 존재다. 굉장히 크고 강력한 존재로 그 이름의 뜻은 '독수리 왕'이라고 전해진다.

## 행적
가운데땅의 역사에서 서술이 비교적 적다. 이는 요정과 인간이 중심이 되는 관점 때문이기도 하지만 직접 등장하는 것 역시 적기 때문이다. 그런 이유로 구체적인 정보 역시 적은 편이다. 하지만, 중요 사건의 찰나에 등장으로 더욱 중요한 의의를 가지기도 한다.
직접적인 언급이 되는 사건은 다음과 같다.
- 상고로드림 구출사건
- 핑골핀과 모르고스의 대결
- 후린, 후오르 곤돌린으로 이송
- 투르곤에거 조언

## 기타
태양의 3시대에는 등장하지 않고 자신의 역할을 이어받은 존재로 간주되는 과이히르가 등장한다.